# 林柏生
林柏生（1903年11月—1946年10月8日 ），号石泉，广东省高州府信宜县人，汪精卫政权要人、吹鼓手。中国抗日战争开始后随汪精卫投靠日本，并长期担任宣传部部长。因陈璧君的干儿子的身份而受汪精卫青睐，成为汪精卫政府在宣传方面的核心人物，为汪精卫政权进行聚众演讲、拍摄影片、文化统制等文化粉饰活动，被称为“戈培尔第二”。

## 生平

### 早年經歷
林柏生出生于在今信宜市镇隆镇荔枝村的一个地主家庭，其同宗叔叔林树巍曾为同盟会革命志士、孙中山的贴身保镖。
林柏生在1915年就读于高州中学，并结识校友郭秀峰、古泳今等人，不少后来参与了林柏生投日后的宣传工作。1920年（民国9年），入广州的私立嶺南大学。1923年（民国12年）因参加罢课，遭退学处分。1925年（民国14年）7月，经曾醒推荐成为汪兆銘的秘書。10月，随妻子徐莹以及其他同事留学苏联莫斯科中山大学。翌年9月归国，任黄埔軍官学校政治教官。1927年（民国16年）12月，随因同蒋介石对立而下野的汪精卫赴法国，并创办《欧美通讯》。翌年5月，林柏生提出国民党应建成为一个超阶级的政党，“既非代表任何单阶级的政党，更非各阶级的大联盟”的主张，得到汪精卫的赏识。

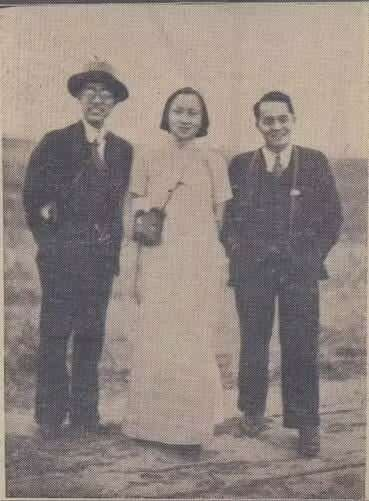
右一为《南华日报》时期的林柏生

1929年（民国18年）冬，赴香港在香港荷里活道四十九号创办南華通訊社。翌年2月，創刊《南華日報》。1932年（民国21年），在上海創刊《中華日報》《中华月报》等，这时期林柏生主办的刊物有批评日本军部、光复东三省相关的文章刊登，亦有许多对蒋介石政权的冷嘲热讽。同年4月，任国民政府僑務委員会常務委員。1933年，出任立法院立法委員。1937年（民国26年），兼任中国国民党中央宣传部驻香港特派員。1938年2月在香港设立国民政府军事委员会下属的国際問題研究所，任主任，又创办蔚兰书店以发行倾向于汪派的书籍。

### 随汪投日
1938年（民国27年）10月，林柏生随汪精卫逃至河内，投身，参与艳电的起草。12月，林柏生参与汪兆銘开展成立日本傀儡政权的事務。
1939年戴笠曾赴香港决定警告汪精卫集团，以陈璧君、林柏生等为首要针对对象。戴笠曾约林柏生出来面谈，但林柏生并未赴约，后戴笠方面多次威胁林柏生，依然无果。1月17日，親汪精衛的香港《南華日報》社長林柏生在回家途中，在皇后大道被兩個大漢用斧頭砍傷頭部，幸虧一個外國船員發現出面制止，林柏生才免一死。由于伤口不深，不久后治愈，此事也使林柏生成为汪精卫集团投日过程中唯一为此付出皮肉伤的人。事后，林柏生对于汪精卫投日的态度更加激进，全力参与促成汪精卫投日。

#### 文化宣传
1939年8月，林柏生出任汪精卫领导下的中国国民党中央常務委員，又兼中央宣传部副部長，并就任中華通訊社社長。1939年7月10日，林柏生所办的《中华日报》在上海复刊，其刊物立场转变至彻底为亲日立场。
1940年2月，由于前中央宣传部部長陶希圣参与高陶事变脱离汪精卫集团，职位暂缺，便由林柏生升任汪兆铭领导下的中国国民党中央宣传部部長。同年3月，南京国民政府成立，林柏生任中央政治会議委員兼行政院宣传部部長。在任上，林柏生成立“中央报业经理处”、“中国广播事业建设协会”、“电影检查委员会”和“国际宣传局”等组织，对汪精卫政权的舆论进行大范围的管控，掌握汪精卫政府的文化宣传、舆论攻势。此外，林柏生利用民族情绪，号动“泛亚主义”，以团结友邦的名义在文化宣传上对日本的文化侵略妥协，又以“打倒英美分裂主义”“反共反俄”为名对同盟国进行攻击。1943年，汪精衛政权在南京舉行紀念鴉片戰爭100週年的“反英興亞大會”，林柏生出席并发表演讲 （页面存档备份，存于）。
1942年，新华、华成、华新、艺华、金星、合众、大成、华年、光华、天声等十二家电影公司实行合并，改组为“中华联合制片股份有限公司”(中联)。董事长林柏生，副董事长川喜多長政，经理张善琨。1943年5月，汪精卫政府颁布《电影事业统筹办法》，决定垄断制片、发行、放映，于是中华联合制片股份有限公司、中华电影股份有限公司和上海影院公司合并成立“中华电影联合股份有限公司”(华影)。林柏生拉拢大量的导演与演员加入华影或华影的外围组织，包括穆时英、李香兰、周璇等人，利用华影拍摄大量的宣传泛亚主义的影片。此外也不乏一些爱情片、小说改编影片，如1944年版电影《红楼梦》。
除此之外，林柏生在就职宣传部长期间，于南京秘密组织一个隶属汪精卫国民党中央宣传部的“政治工作局”，仿造共产党的《新路东报》，散发于苏北解放区，每期千余份；又编写《关于第三国际之解散》、《苏北黄桥事变》、《山子头事件》等十几种小册子，分发给汪精卫政权中央政府各部长、各省政府主席、各军司令及各地党部，“以增加反共情绪”。

#### 新国民运动
1941年（民国30年），任清乡委員会委員。1942年，任新国民運動促進委員会常務委員兼秘書長，后又任模范青年干部学校教育长，1943年1月，任最高国防会議委員。1943年年初，汪精卫政权通过新国民運動促進委員会做出决定，合并先前的日占沦陷区的部分青少年组织，建立了汪精卫政府的中国青少年团，林柏生任总干事。林柏生在事实上是汪精卫政府的新国民运动和青少年组织教育的实际指挥者。林柏生为新国民运动设计了“新国民服装”，发放大量传单，效仿纳粹德国与法西斯意大利的组织形式，鼓励汪精卫政权的年轻人对汪精卫进行个人崇拜。
1943年年末到1944年初，为了打破日本人对汪精卫政权的鸦片专卖限制，在汪精卫的授意下，林柏生参与了清毒运动的主持工作，在南京各个大学、中学间策划“禁烟活动”，鼓动学生支持禁烟运动。在中国共产党的秘密介入下，清毒运动急剧闹大，爱国学生与日本宪兵队发生激烈冲突，最终促成汪精卫政权南京政府在实质上收回鸦片公卖权。林柏生因此获得了鸦片工作的经营牌照，做起了鸦片生意，但是林柏生本人并不吸食鸦片。

#### 安徽省长
1944年12月，林柏生因与褚民谊联手发难汪精卫政权代主席陈公博而受排挤，故辞去宣传部长的职位，接替罗君强任安徽省省長，任内兼任安徽省保安司令、蚌埠绥靖公署主任等职务。1945年1月24日就职，林赴任后大换安徽省政府的班底，其新班底多任用先前来自宣传部的得力干将。
林柏生在安徽成立禁烟实施委员会，公布《禁烟治罪法》，主持制订了《安徽省禁烟清毒办法大纲》，有名无实，籍此进行鸦片垄断与实施勒索。

### 战后
1945年日本投降後，林柏生随陳公博流亡日本，躲藏在京都金阁寺。同年10月3日，和陳公博一道被送还中華民国，同其他汪精卫政权政要关押于南京老虎桥监狱。
1946年（民国35年）5月31日，位於南京的首都高等法院以“汉奸罪”判处林柏生死刑。其妻徐莹四处奔走为林柏生脱刑，声称有新证据，呈上了请状要求再审，最终要求被高等法院驳回。
1946年10月8日，林柏生在南京老虎橋監獄内被处决，年42岁。